# Liste des maires de Péronne
Cet article établit la liste des maïeurs puis des maires de Péronne depuis la fondation de la commune médiévale à la fin du XIIe siècle puis de la commune actuelle par la Révolution française.

## Liste des maïeurs d'Ancien Régime
| Période      | Période         | Identité                              | Étiquette | Qualité                            |
| ------------ | --------------- | ------------------------------------- | --------- | ---------------------------------- |
| 1180         | 1182            | Gautier de Felkière                   |           |                                    |
|              |                 |                                       |           |                                    |
| 1230         |                 | Bertramin Le Maréchal                 |           |                                    |
| 1230         |                 | Geoffroi de Roye                      |           |                                    |
|              |                 |                                       |           |                                    |
| 1237         | 12??            | Jean de Roye                          |           |                                    |
| 12??         | 12??            | Robert de Lihons                      |           | seigneur de Lihons                 |
| 12??         | 1258            | Jean de Lihons                        |           | seigneur de Lihons                 |
| 1259         | 12??            | Jean d'Athies                         |           |                                    |
| 12??         | 1272            | Nicolas Le Caisne                     |           |                                    |
|              |                 |                                       |           |                                    |
| 1277         | 12??            | Michel de Miraumont                   |           |                                    |
| 12??         | 12??            | Simon de Miraumont                    |           |                                    |
| 12??         | 1287            | Jean de Miraumont                     |           |                                    |
| 1287         | 12??            | Jean de Miseri                        |           |                                    |
| 1306         | 13??            | Jean Keket                            |           |                                    |
| 1316         |                 | Nicolas de Gudecourt                  |           |                                    |
| 1323         |                 | Gilles de Biaches                     |           |                                    |
| 1344         | 134?            | Thomas de Sailly                      |           |                                    |
| 134?         | 1347            | Jean de Brie                          |           |                                    |
|              |                 |                                       |           |                                    |
| 1360         | 1368            | Interruption de la commune            |           |                                    |
|              |                 | Jean du Pestrin                       |           |                                    |
|              |                 |                                       |           |                                    |
| 1396         |                 | Fursi Le Charbonnier                  |           |                                    |
|              |                 |                                       |           |                                    |
| 1451         |                 | Jean de Couchy                        |           |                                    |
|              |                 |                                       |           |                                    |
| 1471         |                 | Antoine de Biaches                    |           | licencié ès lois                   |
| 1488         |                 | Raoul du Cauroy                       |           |                                    |
| 1492         |                 | Michel de Brule                       |           |                                    |
|              |                 |                                       |           |                                    |
| 1516         |                 | Sire Quentin de Gossancourt           |           |                                    |
| 1522         |                 | Sire Charles Daullé                   |           |                                    |
|              |                 |                                       |           |                                    |
| 1551         |                 | Alain de Bazincourt                   |           |                                    |
| 1559         |                 | Michel Pouchain                       |           | sieur de Saucourt                  |
| 1567         |                 | Jean de Haussy                        |           | licencié ès lois                   |
|              |                 |                                       |           |                                    |
| 1579         |                 | Antoine de l'Eau                      |           | sieur de Miseri                    |
|              |                 |                                       |           |                                    |
| 1620         |                 | Jean d'Ourcel                         |           | avocat                             |
|              |                 |                                       |           |                                    |
| 1643         |                 | Antoine Louvel de Fontaines           |           |                                    |
|              |                 |                                       |           |                                    |
| 1681         |                 | Louis Aubé                            |           |                                    |
| 1685         |                 | Jean Le Brethon                       |           |                                    |
| 1696         |                 | Le Vasseur                            |           |                                    |
| 1698         |                 | Jean Boutteville                      |           |                                    |
|              |                 |                                       |           |                                    |
| 1711         |                 | Claude Vaillant de Bovent             |           |                                    |
| 1714         |                 | Philippe Hutelier                     |           |                                    |
| 1716         |                 | Claude Masse                          |           |                                    |
|              |                 |                                       |           |                                    |
| 1726         |                 | Florimond Le Tellier                  |           |                                    |
| 1731         |                 | Mathias Pillot                        |           |                                    |
| 1737         |                 | Le Vasseur                            |           |                                    |
| 1746         |                 | Charles Le Vasseur de Sachy           |           |                                    |
| 1749         |                 | Mathias de Haussi de Robécourt        |           | écuyer, seigneur de Robécourt      |
| 1752         |                 | Alexandre Vinchon                     |           |                                    |
|              |                 |                                       |           |                                    |
| 1762         |                 | Florimond Pieffort                    |           |                                    |
|              |                 |                                       |           |                                    |
| 1771         |                 | Gonnet de Fiéville                    |           | procureur du roi                   |
|              |                 |                                       |           |                                    |
| 1781         |                 | Louis Tattegrain                      |           | avocat                             |
| 1783         |                 | Claude Larcher                        |           | conseiller au bailliage de Péronne |
|              |                 | Jean de Haussy de Robécourt (père)    |           | avocat                             |
|              |                 |                                       |           |                                    |
| 24 juin 1789 | 24 janvier 1790 | Antoine de Haussy de Robécourt (fils) |           | avocat, dernier maïeur de Péronne  |

## Liste des maires depuis la Révolution française

### Révolution française et Empire
| Période                               | Période                               | Identité                                                         | Étiquette                   | Qualité |
| ------------------------------------- | ------------------------------------- | ---------------------------------------------------------------- | --------------------------- | --- |
| janvier 1790                          | août 1790                             | Antoine Dehaussy de Robecourt (28 mars 1755-20 décembre 1828)    | Monarchiste constitutionnel | Écuyer. Baron. Avocat du Roi au bailliage de Péronne (avril 1779-décembre 1790). Président du tribunal du district de Péronne (décembre 1790 → septembre 1791). Mayeur de Péronne (24 juin 1788 → 24 juin 1789 et 24 juin 1789 → 24 janvier 1790) Démissionnaire après son élection comme administrateur du district. |
| août 1790                             | novembre 1790                         | Jean Marie Louis Ballüe de Montjoie                              |                             | Ancien greffier du bailliage de Péronne. |
| novembre 1790                         | novembre 1791                         | Jean de Dieu Marie Dehaussy (28 novembre 1728-1800)              |                             | Écuyer, seigneur de Maigremont et autres lieux. Avocat en Parlement. Conseiller du roi au bailliage de Péronne. Lieutenant de mayeur (1773-1774). Secrétaire du roi en remplacement de Jean Joseph Laborde |
| novembre 1791                         | décembre 1792                         | Jean-Baptiste Joseph Hiver (7 décembre 1761-25 février 1842)     |                             | Avocat à Paris puis à Péronne Agent national de la municipalité de Péronne (1794). |
| août 1792                             | 16 vendémiaire an II (7 octobre 1793) | Antoine Dehaussy de Robecourt                                    | Monarchiste constitutionnel | Président du tribunal du district de Péronne (décembre 1790 → septembre 1791) Député de la Somme à l'Assemblée législative (1791 → 1792), Arrêté sur ordre d'André Dumont, représentant en mission |
| 17 vendémiaire an II (8 octobre 1793) | novembre 1794                         | Louis François Joseph Becq                                       |                             | Marchand Nommé par André Dumont, représentant en mission puis élu par la Société populaire le 15 février 1794 |
| novembre 1794                         | octobre 1795                          | Fursy François Demazier                                          |                             | Apothicaire |
| 15 brumaire an IV (6 novembre 1795)   | mai 1798 ou après                     | François Rabache-Duquesnoy (18 mai 1763-24 janvier 1834)         |                             | Ancien avocat à Péronne puis magistrat Agent municipal |
| vers août 1798                        |                                       | Charles Marie Danicourt                                          |                             | Agent municipal |
| 28 pluviôse an VIII (17 février 1800) | août 1811                             | François Rabache-Duquesnoy                                       |                             | Magistrat Quitte ses fonctions de maire en août 1811 car il est "appelé aux fonctions de substitut du procureur impérial au tribunal de première instance de Péronne" |
| août 1811                             | 16 juin 1814                          | Jean Charles François de Bouteville (Ainé) (3 juillet 1771 - ? ) |                             | Officier dans le génie militaire, propriétaire à Péronne. Président de la cour impériale à Amiens. Capitaine dans la garde nationale. Conseiller d'arrondissement de Péronne (1816 → 1823) Conseiller général de Péronne (1823 → 1832) Démissionnaire                                                                 |

### De la Restauration au Second empire
| Période          | Période           | Identité                                                      | Étiquette | Qualité |
| ---------------- | ----------------- | ------------------------------------------------------------- | --------- | --- |
| 16 juin 1814     | 18 mai 1815       | Jean-Baptiste Joseph Hiver                                    |           | Avocat à Péronne |
| 18 mai 1815      | 26 juin 1815      | Charles Armand Fidèle Delevacque                              |           | Propriétaire Conseiller d'arrondissement de Péronne (1830 → 1831) Maire pendant les Cent-Jours |
| 26 juin 1815     | 16 août 1817      | Jean-Baptiste Joseph Hiver                                    |           | Avocat à Péronne Chevalier de la Légion d'honneur après l'attaque anglaise Démissionnaire à la demande du préfet |
| 22 août 1817     | décembre 1818     | François Frédéric Rossignol (29 juin 1767 - 16 novembre 1831) |           | Notaire à Péronne maire de Péronne par intérim |
| 27 décembre 1818 | décembre 1834     | Edmond Hiver (26 mai 1792-28 novembre 1852)                   |           | Fils de Jean-Baptiste Joseph Hiver, avocat à Péronne, Propriétaire. Capitaine de la garde nationale Conseiller d'arrondissement de Péronne (1830 → 1832) Conseiller général nommé (1831 → 1833). Conseiller général élu de Nesle et de Ham réunis (1833 → 1848). Président du conseil général de la Somme (1838 et 1840) Chevalier de la Légion d'honneur Démissionnaire |
| 10 décembre 1834 | 28 mai 1838       | Auguste Gonnet (4 août 1795 - ? )                             |           | Avoué Conseiller d'arrondissement de Péronne (1833 → 1836) |
| 28 mai 1838      | 26 octobre 1846   | Jean-Baptiste Alexandre Dufossé (14 avril 1786 - ? )          |           | Ancien inspecteur de l'enregistrement et des domaines Commandant de la garde nationale de Péronne (1846 → 1849) Sous-préfet de Péronne (1848 → 1851). |
| 26 octobre 1846  | mars 1848         | Auguste Gonnet                                                |           | Avoué Conseiller général de Péronne (1836 → 1848) Président du conseil général de la Somme (1843) Chevalier de la Légion d'honneur. |
| mars 1848        | septembre 1848    | M. Dominique Naudé (25 mars 1785 - ? )                        |           | Avocat puis magistrat Conseiller général de Péronne (1848 → 1855) |
| 23 août 1848     | 31 octobre 1851   | Eugène Cordier (24 octobre 1812 - ? )                         |           | Avocat à Péronne Démissionnaire |
| novembre 1851    | août 1852         | M. Dominique Naudé                                            |           | Avocat puis magistrat Conseiller général de Péronne (1848 → 1855) Chevalier de la Légion d'honneur Maire par intérim. |
| août 1852        | novembre 1852     | Alexandre Villemant (28 octobre 1813 - 10 août 1903)          |           | Avocat puis avoué Conseiller municipal faisant fonction de maire par intérim |
| novembre 1852    | juin 1858         | Frédéric Rossignol (28 juillet 1799 - 25 juillet 18/60)       |           | Notaire à Péronne, propriétaire, fils de François, Frédéric Rossignol Conseiller général de Péronne (1855 → 1860) Démissionnaire |
| 26 juin 1858     | 15 septembre 1870 | Alexandre Villemant (28 octobre 1813 - 10 août 1903)          |           | Avocat puis avoué Conseiller général de Péronne (1860 → 1895). Conseiller municipal faisant fonction de maire par intérim |

### De la Troisième République à l'Occupation
| Période           | Période           | Identité                                              | Étiquette                | Qualité |
| ----------------- | ----------------- | ----------------------------------------------------- | ------------------------ | --- |
| 16 septembre 1870 | avril 1871        | Joseph Théophile Fournier (vers 1827 - ?)             |                          | Notaire à Péronne Nommé maire provisoire de Péronne, président de la commission municipale provisoire de Péronne remplaçant le conseil municipal |
| mai 1871          | novembre 1872     | Alexandre Villemant (28 octobre 1813 - 10 août 1903)  |                          | Avocat puis avoué Conseiller général de Péronne (1860 → 1895). Démissionnaire |
| novembre 1872     | février 1874      | Charles Marie Marchandise (vers 1828 - ? )            | Réactionnaire            | Notaire à Péronne Premier conseiller municipal remplissant les fonctions de maire de Péronne par intérim |
| 11 février 1874   | février 1878      | Alfred Danicourt (12 décembre 1837 - 26 juillet 1887) | Constitutionnel          | Receveur des rentes puis avoué Archéologue Créateur du Musée Alfred-Danicourt Démissionnaire |
| 26 février 1878   | 10 juillet 1880   | Louis Cadot, (13 janvier 1841 - 20 décembre 1921)     | Gauche modérée           | Avocat à Péronne Député de la Somme (1879 →1881) Démissionnaire |
| juillet 1880      | 10 mai 1881       | Henri Désiré Daudré (28 août 1822 - 16 février 1901)  | Républicain              | Négociant à Péronne |
| 11 mai 1881       | 7 décembre 1883   | Alfred Danicourt                                      | Constitutionnel          | Receveur des rentes puis avoué Archéologue Créateur du Musée Alfred-Danicourt Démissionnaire |
| 16 décembre 1883  | mai 1886          | Louis Cadot,                                          | Gauche modérée           | Avocat à Péronne |
| 20 mai 1888       | 6 octobre 1894    | Gontran Gonnet, (25 janvier 1815 - 19 septembre 1899) | Républicain opportuniste | Propriétaire à Péronne Député de la Somme (1889 → 1893) Officier de la Légion d'honneur. |
| 7 octobre 1894    | 17 mai 1896       | Gustave Trannoy, (6 février 1837 - 24 mai 1907)       | Républicain opportuniste | Avoué à Épernay puis avocat à Péronne Maire d'Épernay (1872 → ? ) Député de la Somme (1893 → 1905) Sénateur de la Somme (1905 → 1907) Démissionnaire |
| 17 mai 1896       | 5 janvier 1901    | Edmond Lemaire-Quédé (4 juin 1838 - 30 décembre 1907) |                          | Propriétaire Démissionnaire |
| 6 janvier 1901    | 17 mai 1908       | Raimont Colombier (27 février 1855 - 3 septembre 1910 |                          | Ancien notaire. banquier à Péronne Officier d'Académie |
| 17 mai 1908       | 23 septembre 1914 | Charles Boulanger (27 juin 1866 - 4 février 1928)     | Radical-socialiste       | Médecin de l'hôpital-hospice, de l'assistance médicale et du service sanitaire. Médecin légiste et médecin vaccinateur. Inspecteur des enfants du premier âge Conseiller général de Péronne (1907 → 1928) Révoqué par décret du 22 septembre 1914 pour avoir, en tant que maire de Péronne et médecin de l'hôpital, "abandonné ses deux fonctions devant l'ennemi" . |
| septembre 1914    | 8 juillet 1916    | Alphonse Liné                                         |                          | Menuisier |
| 1917              | 1918              | Gustave Roguet                                        |                          | Maire adjoint assurant l'intérim du maire |
| 1917              | 1918              | Paul Caron                                            |                          | Maire adjoint assurant l'intérim du maire |
| 1918              | 4 février 1928    | Charles Boulanger                                     | Radical-socialiste       | Médecin Conseiller général de Péronne (1907 → 1928) Officier de la Légion d'honneur |
| 11 mars 1928      | janvier 1931      | Arthur Cottel (12 avril 1872 - 27 mai 1943)           |                          | Directeur de briqueterie Maire de Flaucourt pendant 12 ans Démissionnaire |
| 18 janvier 1931   | 25 mai 1940       | Louis Daudré, (8 novembre 1890 - 25 mai 1940)         | RG                       | Avoué puis avocat Conseiller général de Péronne (1934 → 1940) Mort en fonction au champ d'honneur, alors qu'il était chef de bataillon commandant le 3e Bataillon du 51e RI |
| 1er juillet 1940  | 14 août 1940      | Gustave Devraine (2 juillet 1880 - 9 juin 1958)       |                          | Vétérinaire à Péronne, conservateur du Musée Alfred-Danicourt. |
| 2 août 1940       | 29 octobre 1940   | Léon Leroux (24 juin 1875 - 19 décembre 1957)         |                          | Négociant en épicerie Maire par intérim Suspendu pour délivrance irrégulière de cartes d'identité |
| 29 octobre 1940   | 31 août 1944      | Daniel Boinet (13 juillet 1894 - 10 novembre 1989)    | Radical                  | Médecin Nommé conseiller départemental en 1943 Croix de guerre. Officier d'Académie |

### De la Libération de la France à nos jours
| Période          | Période                     | Identité                                         | Étiquette    | Qualité |
| ---------------- | --------------------------- | ------------------------------------------------ | ------------ | --- |
| 2 septembre 1944 | 31 octobre 1947             | Émile Vermond, (15 avril 1896 - 7 octobre 1977)  | SFIO         | Négociant en vins et spiritueux à Péronne. Militant socialiste S.F.I.O., résistant Conseiller général de Péronne (1945-1951) Chevalier de la Légion d’honneur, croix de guerre avec étoile d’argent, médaille de la Résistance Président du comité local de Libération puis élu maire Nommé sous-préfet de Péronne le 1er septembre 1944, mais non installé |
| 31 octobre 1947  | mars 1971                   | Daniel Boinet                                    | Rad.         | Docteur en médecine Conseiller général de Péronne (1951 → 1970) Chevalier de la Légion d'honneur Croix de guerre. Officier d'Académie |
| mars 1971        | mars 1977                   | Jean Daudré (17 octobre 1924 - octobre 1998)     | Radical-RGR  | Commerçant, fils de Louis Daudré Conseiller général de Péronne (1970 → 1976) Conseiller régional de Picardie (1973 → 1977) |
| mars 1977        | mars 1989                   | Édouard Guilbeau, (30 avril 1923 - février 2011) | PCF          | Électricien Conseiller général de la Somme (1976 → 1982) |
| mars 1989        | mars 2008                   | Jean-Pierre Viénot (29 février 1940 - )          | RPR puis UMP | Professeur retraité de physique-chimie au lycée Pierre-Mendès-France de Péronne Conseiller régional de Picardie (1998 → 2004) Suppléant du député Joël Hart (2002-2007) |
| mars 2008        | avril 2014                  | Valérie Kumm (2 novembre 1967 - )                | PS           | Professeure en lycée professionnel en lettres et histoire-géographie puis proviseure-adjointe de lycée Conseillère municipale de Gaudiempré (1989 → avant 2001) .) Conseillère régionale Picardie (2004 → 2015) Vice-présidente du Conseillère régionale Picardie (2008 → 2015) Conseillère départementale de Péronne (2021 → )                             |
| avril 2014       | juillet 2020                | Thérèse Dheygers (22 juin 1950 - )               | UDI          | Enseignante retraitée |
| juillet 2020     | En cours (au 14 avril 2023) | Gautier Maes (8 avril 1987- )                    | DVG          | Professeur de philosophie Vice-président de la CC de la Haute-Somme (2020 → ) |

## Pour approfondir